# Batalla d'Espinosa de los Monteros
La batalla d'Espinosa de los Monteros va ser una batalla de la Guerra del Francès.

## Antecedents

Campanyes franceses

A finals de 1807, Napoleó va decidir que la monarquia de Carles IV, aliada però independent, era ja de molt escassa utilitat i que seria molt més convenient per als seus designis la creació d'un Estat satèl·lit, i el Tractat de Fontainebleau de 1807, que van firmar autoritzava les tropes napoleòniques a creuar Espanya per tal d'envair Portugal.
Les primeres tropes franceses entren a Espanya per Catalunya el 10 de febrer de 1808, comandades pel general Guillaume Philibert Duhesme en direcció a València. Posteriorment entrarien les tropes de Joseph Chabran, que ocupen el Castell de Sant Ferran de Figueres, Honoré Charles Reille i Laurent Gouvion Saint-Cyr. El 13 de febrer de 1808, les tropes de Duhesme i Giuseppe Lechi entren a Barcelona. Els francesos van prendre Pamplona el 16 de febrer, i el general Joachim Murat va arribar a Burgos el 13 de març de 1808 camí de Madrid per obtenir la seva adhesió. L'abril de 1808 Napoleó després d'aconseguir l'abdicació de Carles IV i Ferran VII a Baiona, va nomenar rei el seu germà Josep I Bonaparte.
Iniciada la revolta amb l'aixecament del 2 de maig de 1808 i les renúncies successives de Carles IV i el seu fill Ferran al tron d'Espanya en favor de Napoleó Bonaparte. La derrota de les tropes napoleòniques el juliol a la batalla de Bailèn va tenir greus conseqüències per a l'esforç bèl·lic francès. La notícia es va estendre per tota la península, i l'arribada dels anglesos i la reorganització dels exèrcits espanyols que planejaven l'atac de Madrid va forçar el rei Josep I Bonaparte a abandonar Madrid i retirar tot l'exèrcit més enllà de l'Ebre.
Napoleó va haver de tornar a Espanya de nou amb un nombrós exèrcit per consolidar el seu domini i ordenà al mariscal Claude Victor Perrin, i al general François Joseph Lefebvre que bloquegessin Blake mentre ell avançava cap a Burgos. Després que Joaquín Blake fou derrotat en la batalla de Zornotza Lefebvre va avançar fins a Balmaseda i Blake es va retirar a La Nava. Victor i Lefebvre s'uniren a Balmaseda on Victor va deixar la divisió de Eugène-Casimir Villatte i Lefebvre va retrocedir a Bilbao. Victor va dispersar el seu cos de l'exèrcit a la recerca d'un enemic que considerava colpejat i va intentar atrapar la divisió asturiana del general Acevedo, que s'havia separat de l'exèrcit de Joaquín Blake.

## Batalla
El 10 de novembre Claude Victor Perrin, que buscava una victòria fàcil per esborrar la seva humiliació a la batalla de Balmaseda, va llançar una sèrie d'atacs que els disciplinats regulars de la divisió del nord de Pere Caro Sureda van rebutjar amb greus pèrdues. A la nit, les posicions de Joaquín Blake encara es mantenien. El matí de l'11 de novembre, Víctor va coordinar un atac francès massiu que va traspassar l'ala esquerra de Blake i va expulsar els espanyols del camp. Els francesos van capturar un total de 30 canons i diversos estendards.

## Conseqüències
Tot i que no fou una derrota decisiva per si mateixa, la confusió de l'atacat i cansat exèrcit espanyol, que no tenia ni govern ni estructura de comandament militar per coordinar-lo, va fer que Espinosa marqués el cop mortal de l'Exèrcit de Galícia de Joaquín Blake, que va conduir els seus homes a l'oest a través de les muntanyes, escapant de la persecució de Nicolas Jean de Dieu Soult. Tot i això, quan va arribar a Lleó el 23 de novembre, només li quedaven 10.000 homes.
Napoleó es dirigí de Vitòria a Madrid, derrotant els espanyols a Gamonal i fent de Burgos el quarter general. El 12 de novembre, revistades les tropes, va anunciar el perdó i l'amnistia general als espanyols que en un mes a comptar de l'entrada a Madrid, deposessin les armes i renunciessin a qualsevol aliança i comunicació amb els anglesos. Napoleó va partir cap a Madrid, deixant al seu germà Josep a la ciutat. Els espanyols van ser incapaços d'expulsar els francesos per la seva derrota a la batalla de Tudela el 23 de novembre i els francesos avançaren de nou sobre Madrid. Derrotaren pocs dies després els espanyols a la batalla de Somosierra, i entraren a la capital el 4 de desembre, mentre Saragossa era assetjada.